# Nanopuziani

Formula di struttura di un nanopuziano (NanoKid)

I nanopuziani sono una classe di composti organici le cui molecole presentano formule di struttura che ricordano le forme umane. James Tour e altri collaboratori della Rice University hanno progettato e sintetizzato questi composti nel 2003 come parte di un programma educativo sulla chimica rivolto ai giovani studenti.
In particolare Tour e il suo team della Rice University hanno utilizzato i nanopuziani nel loro programma educativo di sensibilizzazione denominato "NanoKids". L'obiettivo di questo programma era educare i bambini alle scienze in modo efficace e divertente. Hanno inoltre realizzato diversi video con i nanopuziani come personaggi animati antropomorfi.

## Etimologia
Il termine "nanopuziani" (nome originale in inglese: NanoPutians) è un portmanteau di "nanometro", che è un'unità di misura della lunghezza dell'ordine della grandezza delle macromolecole, e "lillupuziani", una razza immaginaria di umani nel romanzo I viaggi di Gulliver di Jonathan Swift.

## Programma educativo di sensibilizzazione NanoKids
I nanopuziani non hanno applicazioni pratiche nella chimica, bensì applicazioni in ambito educativo: James Tour ha trasformato infatti uno dei nanopuziani (detto "NanoKid") in un personaggio utilizzato come supporto nell'educazione dei bambini nell'ambito della chimica. Gli obiettivi del programma di sensibilizzazione, come descritto sul sito web di NanoKids, sono:
- "Aumentare in modo significativo la comprensione degli studenti di chimica, fisica, biologia e scienza dei materiali a livello molecolare".
- "Fornire agli insegnanti strumenti concettuali per insegnare la scienza su nanoscala e la tecnologia molecolare emergente".
- "Dimostrare che arte e scienza possono combinarsi per facilitare l'apprendimento per studenti con stili e interessi di apprendimento diversi".
- "Generare interesse informato nella nanotecnologia che incoraggia la partecipazione e il finanziamento della ricerca nel settore."

Per raggiungere questi obiettivi, sono stati creati diversi videoclip, CD e programmi per computer interattivi. Tour e il suo team hanno investito oltre 250.000 dollari nel loro progetto. Al fine di raccogliere fondi per questa impresa, Tour ha utilizzato fondi illimitati della sua cattedra e piccole borse di studio della Rice University, della Welch Foundation, della società di nanotecnologie Zyvex e della Texas A&M University. Nel 2002 Tour ha anche ricevuto 100.000 dollari dal programma Small Grants for Exploratory Research, una divisione della National Science Foundation.
I personaggi principali nei video sono versioni animate di NanoKid. Hanno recitato in diversi video e spiegano vari concetti scientifici, come la tavola periodica, il DNA e il legame covalente.
Rice ha condotto numerosi studi sull'efficacia dell'utilizzo dei NanoKids. Questi studi hanno trovato risultati per lo più positivi per l'uso dei NanoKids in classe. Uno studio del 2004-2005 in due distretti scolastici dell'Ohio e del Kentucky ha rilevato che l'uso di NanoKids ha portato ad un aumento del 10–59% nella comprensione del materiale presentato. Inoltre è stato rilevato che l'82% degli studenti ha trovato l'apprendimento delle scienze più interessante.

## Sintesi di NanoKid
Oltre ad essere dei personaggi utilizzati a scopo didattico, le formule di struttura dei nanopuziani rispettano le regole della chimica e corrispondono a composti "reali", che sono stati infatti progettati e sintetizzati da Tour e dai suoi collaboratori, come descritto di seguito.

### Parte superiore del corpo di NanoKid
Per creare il primo nanopuziano, soprannominato "NanoKid", l'1,4-dibromobenzene è stato iodato in acido solforico. A questo prodotto sono stati quindi aggiunti "bracci" costituiti da 3,3-dimetilbutino attraverso l'accoppiamento Sonogashira. La formilazione di questa struttura è stata quindi ottenuta utilizzando il reagente organolitico n-butillitio seguito da tempra con N,N-dimetilformammide (DMF) per creare l'aldeide. 1,2-etandiolo è stato aggiunto a questa struttura per proteggere l'aldeide usando acido p-toluensolfonico come catalizzatore. Inizialmente, Chanteau e Tour miravano ad accoppiare questa struttura con alchini, ma ciò ha comportato rese molto basse dei prodotti desiderati. Per rimediare, il bromuro è stato sostituito con ioduro attraverso lo scambio e l'estinzione di alogenuro di litio utilizzando 1,2-diiodoetano. Ciò ha creato la struttura finale della parte superiore del corpo per NanoKid.

### Parte inferiore del corpo di NanoKid
La sintesi della parte inferiore del corpo di NanoKid ha inizio con la nitroanilina come materiale di partenza. L'aggiunta di Br2 nell'acido acetico colloca due equivalenti di bromo sull'anello benzenico. NH2 e NO2 sono utilizzati per la brominazione in posizione meta relativa al sostituente NO2. L'aggiunta di NaNO2, H2SO4 e EtOH rimuove il sostituente NH2. L'acido di Lewis SnCl2, un agente riducente nel solvente THF / EtOH, sostituisce NO2 con NH2, che viene successivamente sostituito da iodio con l'aggiunta di NaNO2, H2SO4 e KI per produrre 3,5-dibromoiodobenzene. In questo passaggio, la reazione di Sandmeyer converte il gruppo amminico primario (NH2) in un gruppo uscente dal diazonio (N2), che viene successivamente sostituito dallo iodio. Lo iodio funge da eccellente partner di accoppiamento per l'attacco dello "stomaco" del NanoKid, che viene eseguito attraverso l'accoppiamento Sonogashira con trimetilsililacetilene per produrre 3,5-dibromo (trimetilsilletilinil) benzene. L'attacco delle "gambe" è ottenuto dalla sostituzione di Br con 1-pentino attraverso un altro accoppiamento Sonogashira per produrre 3,5-(1′-pentinil)-1-(trimetilsilletilinil)benzene. Per completare la sintesi della parte inferiore del corpo, il gruppo protettivo TMS viene rimosso attraverso l'aggiunta di K2CO3, MeOH e CH2Cl2 per produrre 3,5-(1′-pentinil)-1-etinilbenzene.

### Collegamento della parte superiore e inferiore di NanoKid
Per fissare la parte superiore del corpo del NanoKid alla parte inferiore, i due componenti sono aggiunti a una soluzione di bis(trifenilfosfina)palladio(II)dicloruro, rame(I)ioduro, TEA e THF. In questo modo si ottiene la struttura finale del NanoKid.

### Sintesi dei nanoprofessionisti
I nanoprofessionisti (in inglese NanoProfessionals) hanno strutture molecolari alternative per la parte superiore della "testa" e possibilmente includono un "cappello". La maggior parte può essere sintetizzata dal NanoKid mediante una reazione di scambio di acetale con l'1,2-diolo o 1,3-diolo desiderato, utilizzando acido p-toluensolfonico come catalizzatore e riscaldato mediante irradiazione a microonde per alcuni minuti. Esempi di nanoprofessionisti che sono stati prodotti sono: nanoatleta (NanoAthlete), nanopellegrino (NanoPilgrim), nanoberrettoverde (NanoGreenBeret), nanogiullare (NanoJester), nanomonarca (NanoMonarch), nanotexano (NanoTexan), nanostudente (NanoScholar), nanofornaio (NanoBaker) e nanochef (NanoChef).